# Roman Zawarczyński

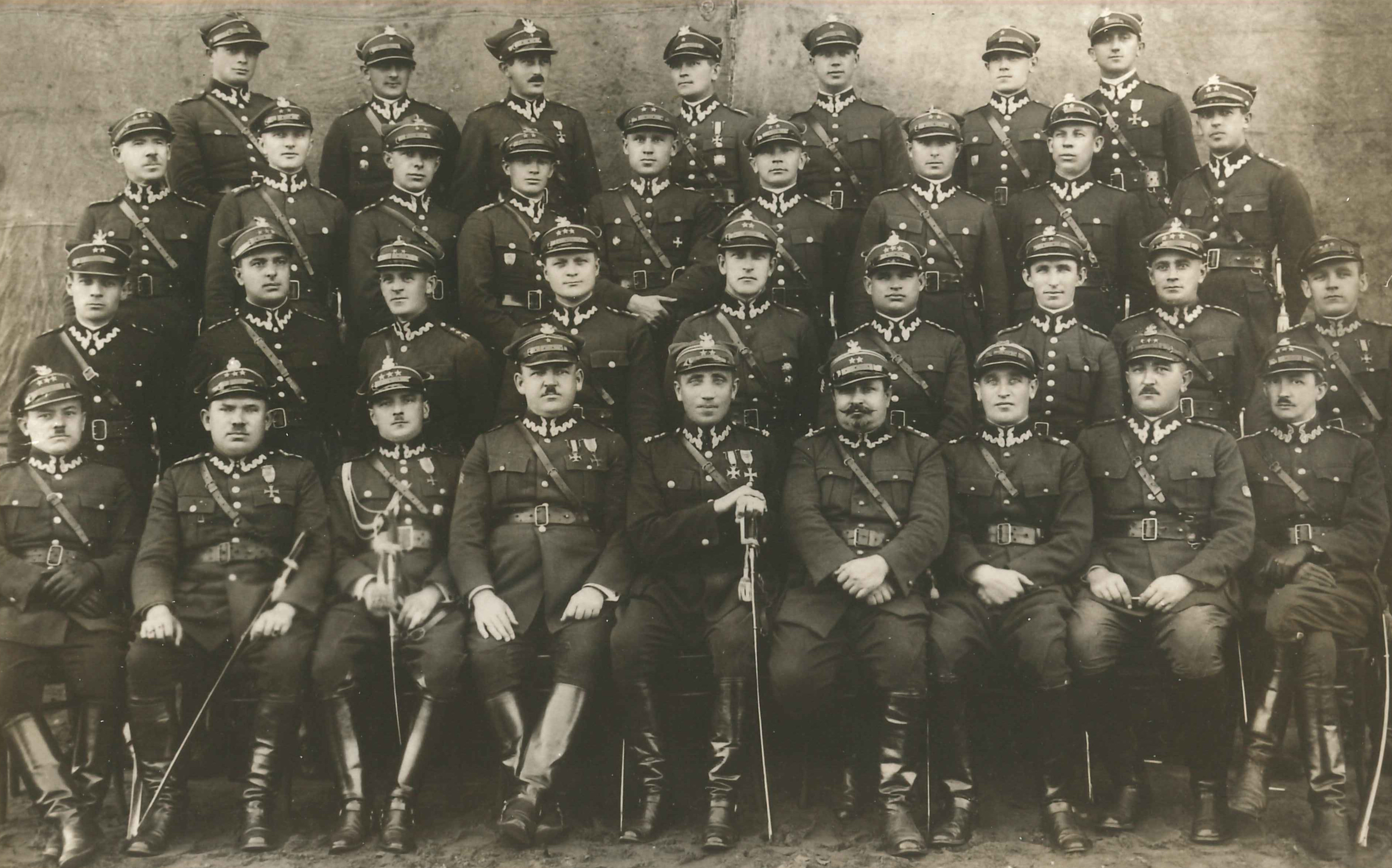
Kadra oficerska 14 pułku piechoty w II połowie 1928 roku. Od prawej siedzą: kpt. Stanisław Pietrzyk, kpt. Emil Zawisza, mjr Julian Czubryt, ppłk lek. Ewaryst Wąsowski, ppłk Ignacy Misiąg, mjr Mikołaj Świderski, kpt. Stanisław Trojan, kpt. Ludwik Wlazełko i kpt. Józef Tkaczyk. W III rzędzie jako czwarty od prawej stoi por. Roman Zawarczyński.

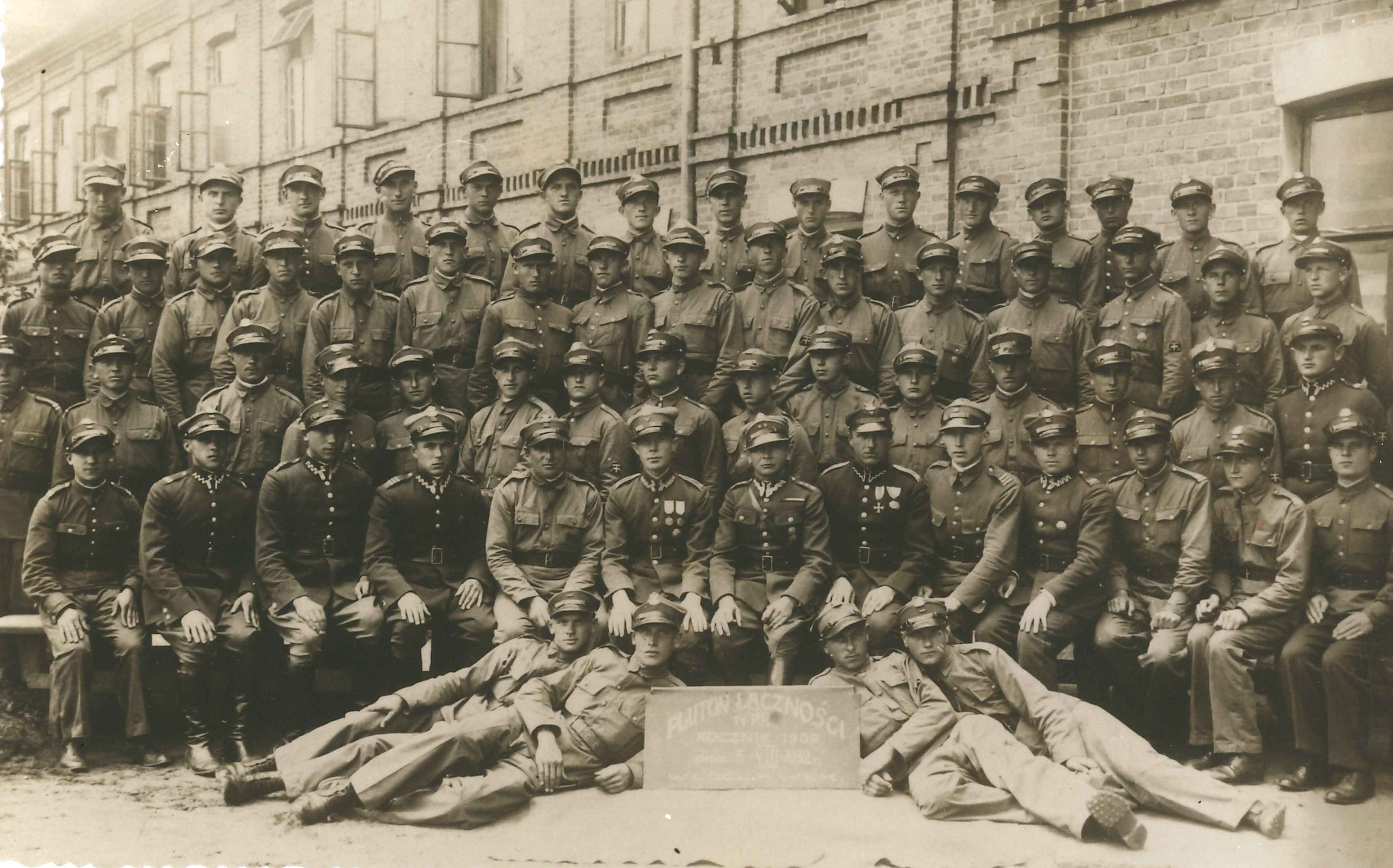
Pluton łączności 14 pp w dniu 5 sierpnia 1932. W środku siedzi dowódca plutonu - por. Roman Zawarczyński.

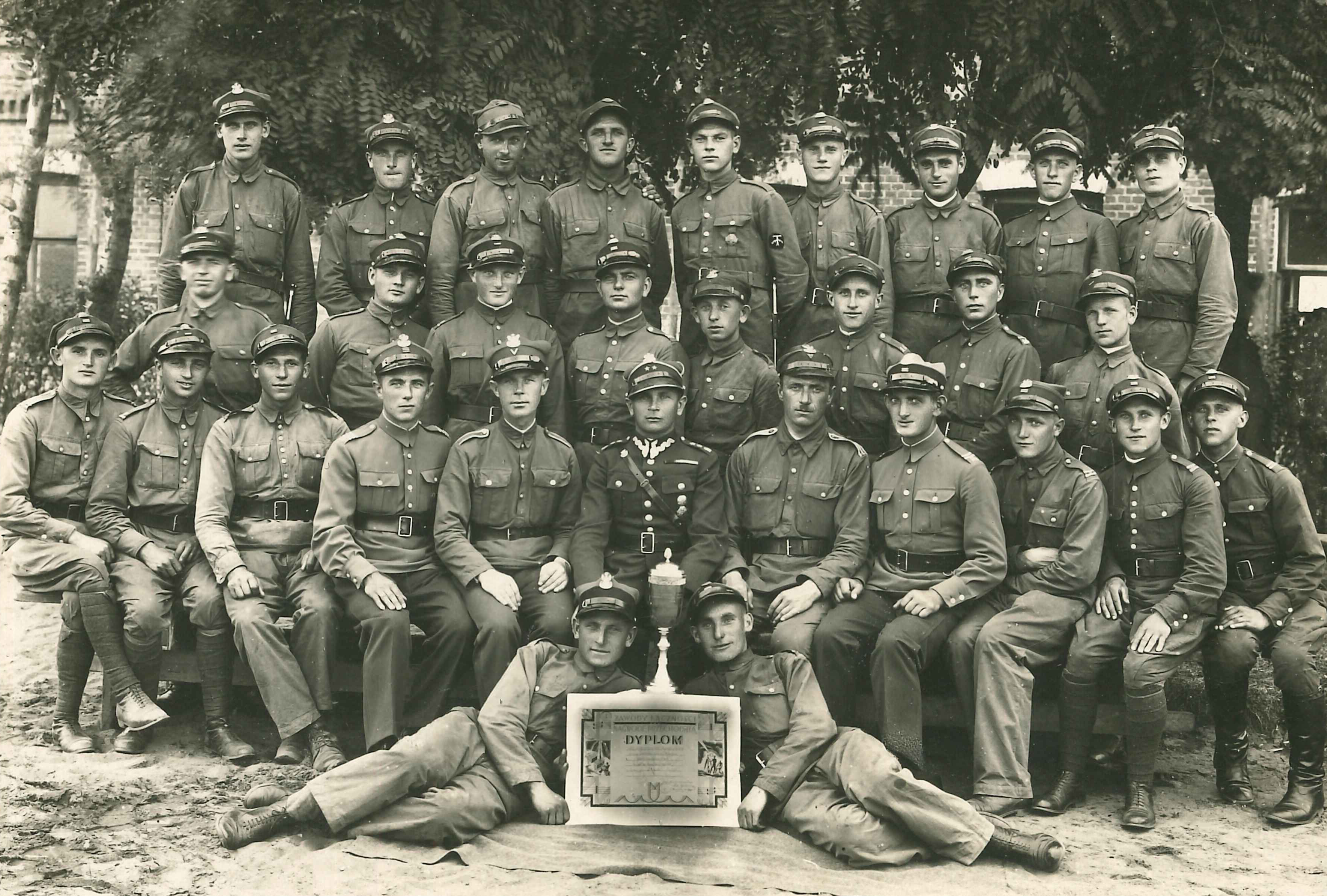
Wrzesień 1932 - pluton łączności 14 pp, który zwyciężył w zawodach technicznych łączności w 4 Dywizji Piechoty. W środku siedzi dowódca plutonu - por. Roman Zawarczyński

Roman Marian Zawarczyński (ur. 2 sierpnia 1896 w Pińczowie, zm. 16 stycznia 1959 w Opolu) – kapitan piechoty Wojska Polskiego, major Armii Krajowej, dowódca 120 pułku piechoty Armii Krajowej.

## Życiorys
Syn Pawła i Anny z domu Krzemińskiej. Do Wojska Polskiego wstąpił we wrześniu 1918 r., brał udział w wojnie polsko-bolszewickiej, a po jej zakończeniu służył jako podoficer zawodowy . Absolwent Oficerskiej Szkoły dla Podoficerów w Bydgoszczy. Promowany na stopień podporucznika w korpusie oficerów piechoty został rozporządzeniem Prezydenta Rzeczypospolitej Stanisława Wojciechowskiego, ze starszeństwem z dnia 31 sierpnia 1924 roku i 68. lokatą. Jego pierwszym przydziałem, jako oficera Wojska Polskiego, była służba w 14 pułku piechoty na stanowisku dowódcy plutonu, do którego to pułku został wcielony rozporządzeniem Ministra Spraw Wojskowych (sygnatura O. V L. 28125.E.1924).
W 14 pułku piechoty z Włocławka służył do połowy 1934 roku. Do rangi porucznika awansowany został przez prezydenta RP Ignacego Mościckiego, ze starszeństwem z dnia 31 sierpnia 1926 roku i 62. lokatą w korpusie oficerów piechoty. W roku 1928 nadal zajmował 62. lokatę w swoim starszeństwie, a w roku 1930 – 1825. lokatę łączną wśród wszystkich poruczników piechoty (była to 61. lokata w starszeństwie). W tym samym roku ukończył 5-miesięczny XV kurs dla oficerów łączności innych broni w Centrum Wyszkolenia Łączności w Zegrzu. Na dzień 16 września 1930 r. pełnił funkcję dowódcy plutonu łączności w 14 pp. Dowodzony przez niego pluton łączności zdobył w 1932 roku puchar przechodni 4 Dywizji Piechoty. W toku swej służby we włocławskim pułku Roman Zawarczyński piastował również stanowisko powiatowego komendanta PW i WF. W roku 1932 zajmował 60. lokatę wśród poruczników piechoty w swoim starszeństwie.
W dniu 30 marca 1933 roku dowództwo 4 Dywizji Piechoty przedstawiło por. Zawarczyńskiego (dowodzącego wówczas kompanią w 14 pp) do awansu na kolejny stopień wojskowy. Do stopnia kapitana został awansowany ze starszeństwem z dnia 1 stycznia 1933 r. i 131. lokatą w korpusie oficerów piechoty. Na dzień 1 lipca 1933 roku zajmował 2129. lokatę łączną wśród kapitanów piechoty (była to wciąż 131. lokata w starszeństwie). We wrześniu 1933 roku odnotowany został na stanowisku dowódcy 2 kompanii strzeleckiej 14 pp, miesiąc później piastował funkcję adiutanta włocławskiego pułku.
Zarządzeniem Ministra Spraw Wojskowych – marszałka Józefa Piłsudskiego – opublikowanym w dniu 7 czerwca 1934 r., kpt. Zawarczyński został przeniesiony w korpusie oficerów piechoty, z 14 pułku piechoty do 25 pułku piechoty w Piotrkowie Trybunalskim. Na dzień 5 czerwca 1935 r. jako oficer 25 pp nadal zajmował 131. lokatę w swoim starszeństwie (była to jednocześnie 1853. lokata łączna wśród kapitanów korpusu piechoty). Dalszym etapem kariery wojskowej kapitana Romana Zawarczyńskiego była służba w przemyskiej 22 Dywizji Piechoty Górskiej, w której na dzień 23 marca 1939 roku pełnił funkcję II oficera sztabu. Przynależał wówczas do korpusu oficerów administracyjnych i zajmował 14. lokatę wśród kapitanów w swoim starszeństwie.
Podczas agresji niemieckiej na Polskę we wrześniu 1939 roku piastował stanowisko zastępcy kwatermistrza 22 Dywizji Piechoty Górskiej.

## Działalność konspiracyjna
Uniknął niemieckiej niewoli i przedostał się do Kazimierzy Wielkiej. Pod koniec 1939 roku nawiązał w Miechowie kontakt z kpt. Łukaszem Grzywaczem-Świtalskim (ps. „Ryszard”, „Mikołaj”), na którego rozkaz rozpoczął organizowanie struktur Związku Walki Zbrojnej w powiecie pińczowskim. W lutym 1940 roku został mianowany komendantem Obwodu ZWZ Pińczów (w Inspektoracie Rejonowym ZWZ Miechów) i przystąpił do tworzenia sztabu Obwodu oraz struktury terenowej ZWZ. Obwodem tym kierował (w późniejszym okresie już w ramach Armii Krajowej) do sierpnia 1944 roku, kiedy to został powołany na stanowisko dowódcy 120 pułku piechoty AK Ziemi Pińczowskiej (kryptonim „Kawiarnia”), wchodzącego w skład 106 Dywizji Piechoty AK. Podczas dowodzenia tym pułkiem brał udział w wielu bitwach i potyczkach (między innymi w bitwie o Skalbmierz i w bitwie pod Jaksicami). W dniu 10 sierpnia 1944 r. po odprawie w lasach stradowskich, ze względu na dużą przewagę wojsk niemieckich w terenie, wydał rozkaz demobilizacji 120 pp AK i powrotu żołnierzy do swych konspiracyjnych miejsc postoju oraz wypłacił należny im żołd. Chcąc uniknąć aresztowania przez NKWD i UB przedostał się na Ziemie Zachodnie i zamieszkał w Opolu. Po rozwiązaniu Armii Krajowej (19 stycznia 1945 roku) nawiązał kontakty z członkami Zrzeszenia Wolność i Niezawisłość . Podczas swej działalności konspiracyjnej używał pseudonimów „Snop” i „Sewer”.
Roman Zawarczyński żonaty był z Heleną z domu Szepietowską (ur. 21.05.1906 r., zm. 05.06.1959 r.). Zmarł w dniu 16 stycznia 1959 r. w Opolu i spoczął razem z żoną na cmentarzu komunalnym „Centralnym” w Półwsi (dzielnica Opola) – sektor 12s, rząd 3, grób 4.

## Awanse
- podporucznik – 31.08.1924 r.[2]
- porucznik – 31.08.1926 r.[8]
- kapitan – 01.01.1933 r.[17]
- major – 11.11.1944 r.[1]

## Odznaczenia
- Krzyż Srebrny Orderu Wojennego Virtuti Militari[1]
- Krzyż Walecznych[1]
- Medal Niepodległości[22]
- Złoty Krzyż Zasługi z Mieczami[1]
- Srebrny Krzyż Zasługi[22]
- Medal Pamiątkowy za Wojnę 1918–1921[24]
- Medal Dziesięciolecia Odzyskanej Niepodległości[24]
- Odznaka pamiątkowa Polskiej Organizacji Wojskowej[24]